# Mahasena

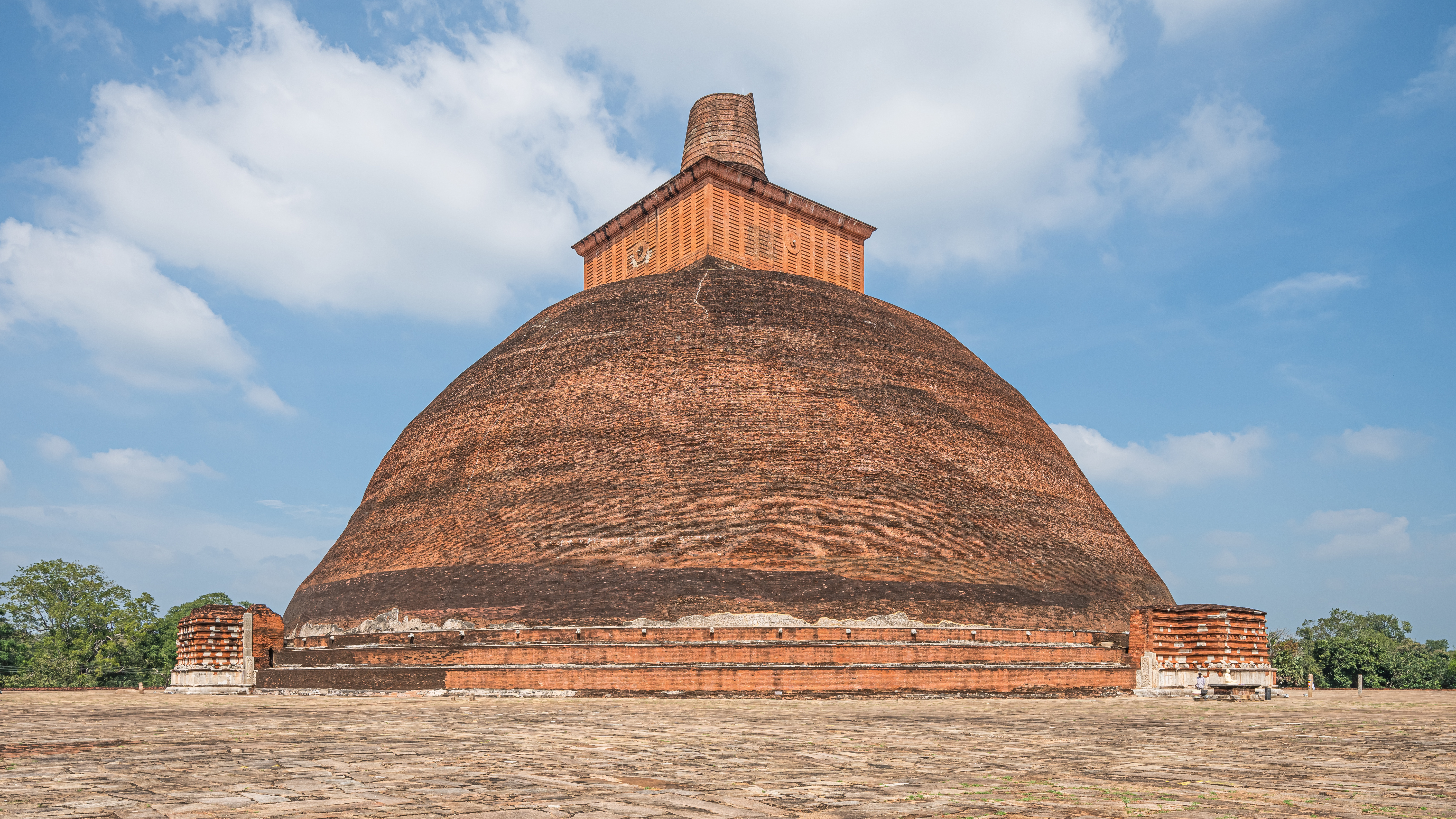
Le Jetavanaramaya, stûpa du Jetavana fondé par Mahasena.

Mahasena est un roi du Sri Lanka qui régna de 277 à 304 à Anuradhapura. 
Il est célèbre pour avoir privilégié le bouddhisme Mahayana, au détriment du bouddhisme Hinayana aussi présent sur l'île à ce moment. Les 2 bouddhismes se livraient à des querelles depuis plus d'un siècle, et il imposa une coexistence pacifique aux partisans de ces 2 sectes (la religion majeure du pays est le bouddhisme Theravada).
Il était un grand roi bâtisseur. On lui doit la construction de barrages et de monastères, dont le complexe du Jetavana qu'il fait construire dans sa capitale. Après sa mort, son fils redonna sa place à l'école Theravada.
La chronique du bouddhisme au Sri Lanka, nommée Mahavamsa, mentionne que le roi bouddhiste Mahasena fit détruire des temples hindous pour construire des viharas bouddhistes à leur place. Un commentaire du Mahavamsa, du douzième siècle, indique qu'un temple de la déité détruit servait au culte du lingam – une forme du dieu Shiva.